# Йозеф Петерс
Йозеф Петерс (на германски Josef Peters) е бивш пилот от Формула 1.
Роден на 16 септември 1914 година в Дюселдорф, Германия.

## Формула 1
Йозеф Петерс прави своя дебют във Формула 1 в голямата награда на Германия през 1952 година. В световния шампионат записва 1 състезания, като не успява да спечели точки. Състезава се с частен Веритас.